# Schizacron vervoorti
Schizacron vervoorti is een eenoogkreeftjessoort uit de familie van de Cletodidae. De wetenschappelijke naam van de soort is voor het eerst geldig gepubliceerd in 1987 door Fiers.